# Brabant Bokaal
De Brabant Bokaal is een in 2008 ingestelde jaarlijkse cultuurprijs die door de Brabantse afdeling van het Prins Bernhard Cultuurfonds wordt uitgereikt aan maximaal drie personen die zich als vrijwilliger op bijzondere wijze hebben ingezet voor de Brabantse cultuur en natuur. Aan de laureaten wordt een keramieken bokaal (ontwerp door Sjors Driessen en gemaakt door Cor Unum) en draaginsigne (ontwerp door designercollectief Tweek-Eek) uitgereikt door de commissaris van de Koning. In 2010 hebben de laureaten zich verenigd in het 'Hoederschap van de Brabant Bokaal', dat werkt vanuit het standpunt dat cultuur wezenlijk en verbindend is voor de bewoners van Noord-Brabant. De Hoeders realiseren jaarlijks een cultureel project. Dit is altijd vernieuwend en provincie-breed. Samen geven ze zo jaarlijks nieuwe culturele impulsen aan de Noord-Brabantse samenleving. 

## Culturele projecten van de Hoeders
- Op initiatief van de Hoeders van de Brabant Bokaal werden in 2011 liedjes van Jacques Brel vertaald in Brabantse dialecten uit alle delen van de provincie. Deze vertaalde liedjes zijn uitgebracht op de cd 'Sjaak – Jacques Brel op z’n Brabants'. Tijdens drie concerten werden de liedjes onder het publiek gebracht.
- In 2012 was de titel van het Hoeders-project 'Schatten van Nieuwe Brabanders'. Vijftig immigranten in Brabant werden geïnterviewd aan de hand van voorwerpen die ze uit hun land van herkomst hadden meegebracht. De verhalen met foto’s verschenen in een boek. De voorwerpen werden in de loop van 2012/2013 getoond op een expositie die was te zien in Den Bosch, Helmond, Eindhoven, Breda, Bergen op Zoom, Tilburg en in het provinciehuis in Den Bosch. De vijftig immigranten zijn met hun voorwerpen vereeuwigd op een nieuw ontworpen Brabantse vlag.
- Het project van 2013 heeft als titel 'De Brabantse Hap'. Dit project haakte in op de marketing interesse voor streekproducten. Brabantse streekproducten werden als cultureel fenomeen geïnventariseerd. De verhalen achter de streekproducten werden opgetekend. In november werden alle streekproducten in Helmond geëxposeerd. Brabanders werden opgeroepen streekgerechten waarin streekproducten zijn verwerkt aan te melden. Deze gerechten werden in september in Bergen op Zoom bereid en aan het publiek voorgeschoteld. Gerechten en streekproducten werden beschreven in een boek getiteld 'De Brabantse Hap'.